# Шевченко Галина Аврамівна
Галина Аврамівна Шевченко (2 березня 1925, Димер — 14 березня 2018, Димер) — радянська діячка сільського господарства. Героїня Соціалістичної Праці. Мати народного артиста України Анатолія Липника.

## Життєпис
Галина Шевченко народилася 2 березня 1925 року у селищі Димер Київської області. . Після отримання неповної середньої освіти, у 1940 році почала працювати телефоністкою. Наступного року стала працювати у місцевому колгоспі «20 років Жовтня» на посадах робітниці та доярки. Брала участь у Німецько-радянській війні. Після війни продовжила працювати у колгоспі (з 1963 року радгосп «Димерський»). У 1991 році пішла на пенсію. Жила у селищі Димер та тримала домашнє господарство, допомагала харчами місцевому будинку престарілих.
Займалася громадською діяльністю, обиралася депутатом обласної, районної та селищної рад. У 2001 році, на запрошення голови Київської обласної адміністрації Анатолія Засухи відвідала «Бал героїв», де домоглася проведення газу для себе та сусідів.
Померла 14 березня 2018 року.
Син — Анатолій Липник, народний артист України.

## Нагороди
- Герой Соціалістичної Праці (1971)[2]
- орден Леніна (1971)[2]
- орден «Знак пошани»[2]
- орден Трудового Червоного Прапора[4]
- орден Жовтневої революції[4]
- медаль «Серп і Молот» (1971)[2]
- медалі